# Кычино (Ярский район)
Кы́чино (удм. Кычагурт) — деревня в Ярском районе Удмуртии, входит в состав Бармашурского сельского поселения.

## География
Деревня расположена на высоте 191 м над уровнем моря.

### Часовой пояс
Деревня Кычино, как и вся Удмуртская Республика, находится в часовой зоне МСК+1. Смещение применяемого времени относительно UTC составляет +4:00.

## Население
| 2010 | 2012 |
| ---- | ---- |
| 126  | ↗131 |

## Известные уроженцы
- Павлов, Артемий Ефимович (1891—1972) — советский партийный деятель[5].